# Andy Gee
Andy Gee (Andreas Gröber, 1 de septiembre de 1950 en Berlín) es un guitarrista alemán, reconocido por su trabajo con los artistas Peter Bardens y Steve Ellis y por haber sido uno de los guitarristas de la banda de rock irlandesa Thin Lizzy.

## Carrera
Gee comenzó a tocar la guitarra en 1958 y fue miembro de una banda escolar a principios de la década de 1960. Después de pasar por varios grupos de Frankfurt, se trasladó a Irlanda en 1967. Se unió a la banda irlandesa The Nights en 1968 y posteriormente tocó y viajó con la banda británica Springfield Park. Luego se asoció con Peter Bardens y tocó en su álbum de 1969 The Answer. Apareció en el siguiente álbum de Bardens, Write My Name in the Dust. En 1970 se unió a Follow the Buffalo y al año siguiente se asoció con Steve Ellis y su nueva banda, Ellis. Ellis grabó dos discos a principios de los años 1970, Riding on the Crest of a Slump y Why Not? antes de separarse.
En 1974, después de que Gary Moore dejara Thin Lizzy, Phil Lynott empezó a buscar dos guitarristas temporales para reemplazar a Moore en una gira por Alemania. Eligió a Gee y al exmiembro de Atomic Rooster, John Du Cann. Durante la gira, Gee y Lynott modificaron un tema inédito, "Suicide", de la pieza para una sola guitarra que la banda había tocado con Eric Bell, modificándola para poder tocarla con dos guitarras. La canción salió a la luz en el álbum Fighting en 1975, con Scott Gorham tocando las partes de guitarra de Gee. Después de la gira, Gee ayudó a Thin Lizzy a audicionar para nuevos guitarristas, pero no fue considerado para un papel permanente ya que todavía estaba bajo contrato con otra compañía discográfica.
Posteriormente se trasladó a Canadá y tocó con Avenir y Fighter, y también trabajó como músico de sesión en bandas sonoras para comerciales. Volviendo a Londres en 1983, formó los grupos Exit y Scandal, este último con Reg Isidore. Después trabajó para una editorial de música independiente hasta 1994 y luego incursionó en la música house, editando varios álbumes en solitario y trabajando con varios músicos y DJs notables como Chris Westbrook, Byron Burke y Marshall Jefferson.

## Discografía

### Pete Bardens
- The Answer (1969)
- Write My Name in the Dust (1971)

### Follow the Buffalo
- Follow the Buffalo (1970)

### Ellis
- Riding on the Crest of a Slump (1972)
- Why Not? (1973)

### Avenir
- Avenir (1975)

### Solista
- Black Kettle's Revenge
- In the Face of Adversity
- Spirit Higher
- Take a Trip with Me